# Stazione di Sanremo (1872)
Stazione di Sanremo 2001-ben bezárt vasútállomás Olaszországban, Sanremo településen.

## Vasútvonalak
Az állomást az alábbi vasútvonalak érintették:
- Genova–Ventimiglia-vasútvonal

## Kapcsolódó állomások
A vasútállomáshoz az alábbi állomások vannak a legközelebb:
- Stazione di Ospedaletti Ligure
- P.M. Capo Verde